# عينون
العينون أو الكُرَويَّة (الاسم العلمي: Globularia) هو جنس من النباتات يتبع الفصيلة الحملية من رتبة الشفويات.